# Un món
Un món és una pintura a l'oli de grans dimensions pintada per Ángeles Santos Torroella el 1928 i que actualment forma part de la col·lecció permanent del Museu Reina Sofia de Madrid.

## Història
Santos va pintar i exposar per primer cop el quadre a Valladolid l'any 1928. L'any següent fou exposat al IX Salón de Otoño de Madrid, on fou celebrat per la crítica com una gran peça del surrealisme pictòric. Crítica, art i públic van quedar impactats per aquesta tela surrealista de grans dimensions: una adolescent de províncies capgirava l'escena artística del país.
Exposat també a París el 1930. Durant la guerra, el quadre va estar tancat a les Galeries Syra de Barcelona.
L'any 1975, participa en l'exposició Surrealisme a Espanya a la Galeria Multitud de Madrid i a Surrealisme a Catalunya a la galeria Dau al Set de Barcelona. El 1975, Ángeles Santos el va cedir en concepte de dipòsit al Museu de l'Empordà de Figueres, on va romandre durant 17 anys. Era necessari que la tela fos restaurada, ja que portava molts anys enrotllada dins del seu embalatge. Va ser la mateixa pintora qui va dur a terme la restauració seguint les pautes de la restauradora Soledad Urabayen.
El 1992, el Ministerio de Cultura va mostrar el seu interès a adquirir l'obra, amb la voluntad d'exposar-la al Museu Reina Sofia, que s'estava organitzant a Madrid. Malgrat els esforços 
realitzats per la direcció del Museu de l'Empordà per conservar l'obra mitjançant la intercessió del Departament de Cultura de la Generalitat de Catalunya, que igualà l'oferta de compra del Ministerio, la peça va abandonar el museu de Figueres per a passar a formar part de l'exposició Avantanguardes de Catalunya 1906-1939 a La Pedrera de Barcelona, i ja no retornaria a Figueres. El setembre del mateix any, el quadre fou adquirit pel Museo Reina Sofía, on es troba actualment.
El 1997, el Museu d'Art Modern de París l'inclou a la gran exposició Les années 30 en Europe.

## Descripció
És un quadre gran (3m × 3m) i complex que gairebé és obligat d'observar per fragments. La part central acull un planeta cúbic, un relat de vides i escenes simultànies plenes de simbologies: un tren, un cementiri, un avió, un riu, blocs d'edificis. A la part dreta també apareix el poble de Portbou, amb l'estació, la platja i els nens jugant: les vivències infantils de l'autora. A la part oposada, un cementiri amb tres noms a les làpides: Stendhal, Dante i Goethe.
Circumden el planeta figures d'àngels i estels, i a la part inferior dreta figures femenines calves i sense orelles toquen instruments i cuiden les seves filles al peu d'una escala que ascendeix cap al sol. Segons la mateixa Ángeles Santos, es tracta del planeta Mart.

## Anàlisi
La mateixa Ángeles Santos comenta Un món:
| « | Quería plasmar todo lo que había visto en mi vida: casas, un cine, un campo de fútbol, la playa, cosas, recuerdos... Así que le dije a mi padre que quería hacer una pieza grande. Y él encargó muchas pinturas a Macarrón, que era una casa muy importante entonces, y una pieza completa de lienzo del bueno... Medía cinco metros cuadrados y ocupaba toda una pared; nosotros mismos los clavamos con tachonas, desde una escalerita. Yo dormía al lado. | » |

| « | Comencé a dibujar, a pintar, me despertaba a las cinco de la mañana para seguir trabajando, apenas comía, comer me parecía una pérdida de tiempo. | » |

| « | Cuando pinté Un mundo quería que si se viajaba al planeta Marte, se enviase el cuadro para que supiesen como éramos. Es un cuadro de gran tamaño en el que puse todo lo que hasta entonces había visto, intuído y observado. El universo, el cielo, el infierno, las almas y el mundo tangible que conocía, las ciudades, las casas, la vida, los trenes, las playas, los ríos, los cementerios. | » |

| « | Para este gran lienzo me inspiré en unos versos de Juan Ramón Jiménez, en particular en el que dice “Una cinta tranquila abrazaba amorosa a la pálida tierra”. Las estrellas también salen de uno de sus poemas sobre dos ángeles malvas que van ‘apagando las verdes estrellas', pero en vez de apagarlas en mi cuadro las encienden con una tea. La escalera de cristal para ir al sol me la inventé. | » |

## Exposicions
| Any       | Espai                                    | Ciutat     | Descripció                                                                  | Referència |
| --------- | ---------------------------------------- | ---------- | --------------------------------------------------------------------------- | ---------- |
| 1928      | Círculo Mercantil                        | Valladolid | Exposició col·lectiva                                                       |            |
| 1929      | Ateneu                                   | Valladolid | Primera exposició individual                                                |            |
| 1930      | Círculo de Bellas Artes                  | Madrid     | X Saló de Tardor de Madrid (Sala pròpia)                                    |            |
| 1931      | Galeria Charles-August Girard            | París      | Exposició individual                                                        |            |
| 1975-1992 | Museu de l'Empordà                       | Figueres   | Dipòsit de l'artista                                                        |            |
| 1992      | La Pedrera                               | Barcelona  | Avantguardes a Catalunya 1906-1939                                          |            |
| 1992-avui | Museu Reina Sofia                        | Madrid     | Picasso, Miró, Dalí i els orígens de l'Art Contemporani a Espanya 1900-1936 |            |
| 1997      | Musée d'Art Moderne de la Ville de Paris | París      | Les années 30 en Europe                                                     |            |